# Chránená krajinná oblasť Vihorlat
Chránená krajinná oblasť Vihorlat (pol. Obszar Chronionego Krajobrazu Wyhorlat) – jeden z tzw. obszarów chronionego krajobrazu na Słowacji, położony na wschodzie kraju, w pasmie górskim Wyhorlat. Aktualna powierzchnia wynosi 17 485 ha.

## Położenie
CHKO Vihorlat obejmuje centralną część pasma górskiego Wyhorlatu. Leży na pograniczu krajów koszyckiego i preszowskiego, w granicach administracyjnych powiatów Humenné, Snina, Michalovce i Sobrance. Najwyżej położonym punktem Obszaru jest szczyt Wyhorlat (1076 m n.p.m.), a najniżej – pd. skraj przy wsi Jovsa (162 m n.p.m.). Obejmuje głównie dorzecze górnej Okny wraz z jeziorem Morské oko oraz zewnętrzne stoki opasujących ją grzbietów górskich.

## Historia
Obszar chronionego krajobrazu Wyhorlat został powołany rozporządzeniem Ministra Kultury Słowackiej Republiki Socjalistycznej nr 9/1974 z dnia 28 grudnia 1973 r., pierwotnie na powierzchni 4383 ha. Nowelizacja z 1999 r. powiększyła go do stanu obecnego. Siedzibą dyrekcji CHKO ustanowiono Michalovce.

## Flora
Z punktu widzenia przyrodnika położenie Wyhorlatu jest wyjątkowe, bowiem jego roślinność ma charakter przejściowy między florą zachodniokarpacką, wschodniokarpacką i panońską. 95% powierzchni Obszaru pokrywają lasy. Szczególnie cenne są rozległe, stosunkowo mało przekształcone przez człowieka lasy bukowe, które pokrywają większą część obszaru chronionego. W południowej części obszaru, w niższych położeniach, występują lasy dębowo-grabowe.

## Fauna
Nieznacznie przekształcone fitocenozy oraz wpływ Niziny Wschodniosłowackiej z jednej strony i Karpat Wschodnich z drugiej mają swe odbicie również w składzie gatunkowym fauny CHKO Vihorlat. Od południa wkraczają tu m.in. ciepłolubne gatunki stepowe, które spotykają się z typowo górskimi gatunkami charakterystycznymi dla Karpat. Na terenie tym żyją wielkie środkowoeuropejskie drapieżniki – wilk i ryś, a z Bieszczadów czasem zachodzi tu niedźwiedź. Poza tym występują tu żbik i wydra. Gnieździ się tu ok. 100 gatunków ptaków, w tym m.in. orlik krzykliwy, puchacz, puszczyk uralski i bocian czarny. Spotkamy tu wszystkie gatunki słowackich płazów, a z gadów m.in. węża Eskulapa. Występuje tu ponad 2000 gatunków bezkręgowców, w tym m.in. tak zagrożone owady jak nadobnica alpejska i rohatyniec nosorożec.

## Ochrona
Najcenniejsze fragmenty Obszaru objęto dodatkowo ochroną rezerwatową: znajduje się tu 15 rezerwatów i 1 pomnik przyrody o łącznej powierzchni blisko 619 ha. 28 czerwca 2008 r. w Christchurch w Nowej Zelandii słowackie i ukraińskie pierwotne lasy bukowe i bukowo-jodłowe (łącznie ok. 30 tys. ha – największy taki kompleks w Europie) zostały wpisane na Listę Światowego Dziedzictwa UNESCO.